# 達德蘭南站
達德蘭南站（英語：Dadeland South station）是美国佛羅里達州邁阿密-戴德縣达德兰地区的一座邁阿密地鐵车站，也是迈阿密地铁系统的南端终点站，由邁阿密-戴德公共交通局（MDT）运营管理。车站具体位置位於南迪克西公路（US 1）和达德兰大道的交界處，而行政区划上位于肯德尔这个普查规定居民点之内。达德兰南站於1984年5月20日正式啟用，是迈阿密地铁第一阶段首批建成启用的车站之一。车站毗邻达德兰站购物中心和达德兰公寓住宅区。达德兰南站的建筑布局形式为高架车站，车站设有两条股道及一个岛式站台。因应迈阿密地采用停车换乘的服务方式以鼓励郊区居民使用大众运输系统通勤，达德兰南站拥有超过1,200个停车位的停车场。

## 车站结构
| P 站台层 | 南行方向                   | ▉ 迈阿密地铁绿线 · ▉ 迈阿密地铁橙线 （终点站）                                                      |
| P 站台层 | 岛式站台，左边车门将会开启 | |
| P 站台层 | 北行方向                   | ← ▉ 迈阿密地铁绿线，往帕尔梅托方向 （达德兰北） · ← ▉ 迈阿密地铁橙线，往迈阿密国际机场 （达德兰北） |
| G 地面层 | 站厅                       | 出入口、巴士站、停车场                                                                              |

## 外部連結
- Miami-Dade County: Metrorail Stations （页面存档备份，存于）